# Sommer-Tamariske
Die Afrikanische Tamariske auch Sommer-Tamariske (Tamarix africana, Synonym: Tamarix hispanica) ist eine Pflanzenart aus der Gattung der Tamarisken (Tamarix) in der Familie der Tamariskengewächse (Tamaricaceae).

## Beschreibung
Die Sommer-Tamariske ist ein sommergrüner, winterharter kleiner Baum oder Strauch und daher ein Makrophanerophyt der bis etwa 7 Meter hoch wächst. Der Stammdurchmesser erreicht über 30 Zentimeter.
Die wechselständigen, dachigen Blätter sind schuppenförmig, 2–4 Millimeter lang und sitzend.
Es werden kleine, dichte. schlanke und achselständige Trauben, Kätzchen gebildet. Die kleinen, fast sitzenden, fünfzähligen und weißen bis blassrosa Blüten sind zwittrig mit doppelter Blütenhülle. Es ist bei den Blüten jeweils ein Tragblatt vorhanden. Es sind 5 Staubblätter und ein oberständiger Fruchtknoten mit drei kurzen Griffeln ausgebildet. Es ist ein Diskus vorhanden.
Es werden kleine, vielsamige, schmal-eiförmig und dreiklappige Kapselfrüchte am beständigen Perianth gebildet. Die kleinen Samen besitzen einen Haarschopf.
Die Chromosomenzahl beträgt 2n = 24.
Die Blütenstände sind durchschnittlich 1 cm dick, die auf älteren verholzten Zweigen wachsen. Dies lässt sie von den ähnlichen Arten Tamarix anglica und Tamarix canariensis unterscheiden, deren Blütenstände aus jungen nicht verholzten Zweigen wachsen.

## Vorkommen und Verbreitung
Die Sommer-Tamariske wächst in brackwasserbeeinflussten Feuchtgebieten in der Nähe des Litoral und auf Ramblas. Sie blüht von März bis Mai. Die Sommer-Tamariske hat ein westmediterranes Verbreitungsgebiet, das sich von Südwest-Europa bis Nordafrika erstreckt. Sie kommt vor auf den Kanaren, in Marokko, Algerien, Tunesien, Spanien, Portugal, Frankreich und in Italien.

## Quelle
- Tamarix africana. In: Herbari Virtual del Mediterrani Occidental. Universidad de las Islas Baleares, abgerufen am 11. Oktober 2012 (spanisch).
- Richard Spellenberg, Christopher J. Earle, Gil Nelson: Trees of Western North America. Princeton University Press, 2014, ISBN 978-0-691-14579-2, S. 524 ff.